# Villa di Briano
Villa di Briano ist eine italienische Gemeinde (comune) mit 7407 Einwohnern (Stand 31. Dezember 2023) in der Provinz Caserta in Kampanien. Die Gemeinde liegt etwa 17 Kilometer westsüdwestlich von Caserta und etwa 19,5 Kilometer nordwestlich von Neapel. Villa di Briano ist die kleinste Gemeinde im Agro Aversano. 